# Banda Bordemar
La Banda Bordemar, o simplemente Bordemar, es un grupo musical chileno que interpreta una música que mezcla el folclore chilote con la música de cámara. El conjunto fue formado en Puerto Montt en 1983 y está integrado por profesores de educación musical. El nombre está tomado del «bordemar», la zona entre mareas, que ha tenido gran relevancia en la cultura y la historia de Chiloé por ser fuente de recursos y vía de comunicación.
Han realizado giras por Chile y por varios países de Europa. Sus primeros discos son grabaciones de sus presentaciones en vivo y posteriormente trabajos en estudio, incluyendo algunas ediciones de compilación. Han creado temas para musicalizar programas de televisión como Tierra Adentro, Mea Culpa (TVN) Telenovelas de Chile e Identidades (Discovery Channel).
Sus canciones son creadas por Jaime Barría, el director de la banda, y en muchos casos corresponden a adaptaciones instrumentales de canciones tradicionales de Chiloé, como La Huillincana (cueca chilota) o a creaciones que tienen como base bailes como el rin, la nave o el vals chilote.

## Integrantes
La banda está compuesta por:

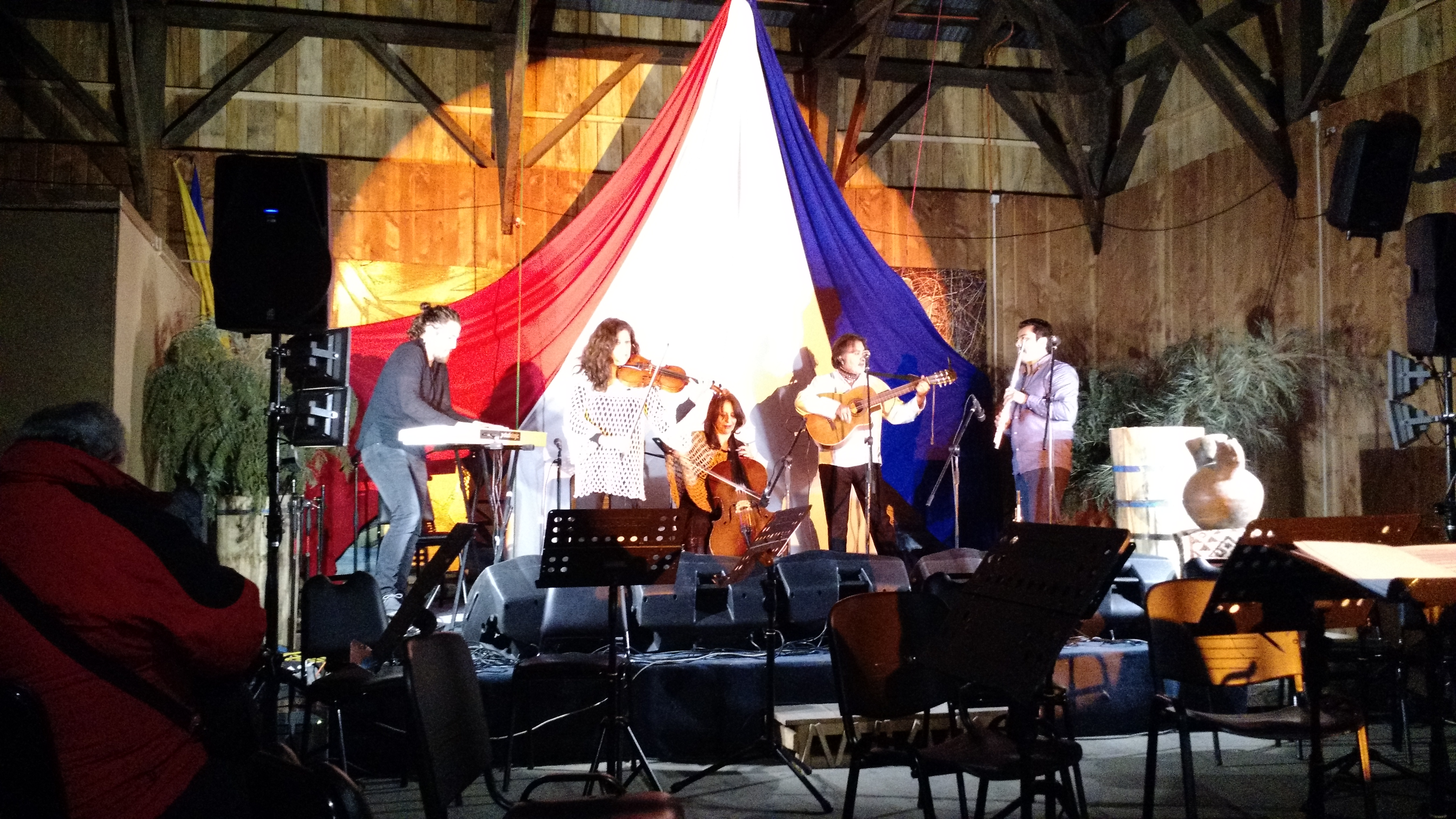
Presentación de la Banda Bordemar en un evento benéfico en Panguipulli, Chile.

- Fernando Álvarez Macías (guitarra y voz),
- Jaime Barría Casanova (teclados y percusión),
- Soledad Guarda Andrade (violonchelo y voz),
- Eugenia Olavarría (violín)
- Carlos Ralil (flauta traversa y saxo)

Otros integrantes han sido:
- Raúl Faure (violín, en 1983)
- Luis Ritter (flauta traversa, en 1984)
- Claudio Brellenthin (percusión-guitarra, 1984-1988)
- Catherine Hall (flauta traversa, 1990-2011), fallecida en 2011)[1]
- Florencio Jaramillo (violín, 1994-1999)
- Felipe Canales (contrabajo, 2012-2013)
- Mauricio Villarroel (Flauta Traversa, 2014- 2015)
- Juan del Río (Violín, 2014)
- Daniel Pardo (Guitarra, 2014)
- Mauricio Campos (Guitarra, 2014)
- Daniel Alvarado (Piano)

## Discografía
- Música de Bordemar (1984, en vivo)
- Banda Bordemar 2 (1986, en vivo)
- Colores de Chiloé (1987)
- Bordevals (1991)
- Mar Interior (1994)
- Al Abordaje (1998)
- Sur de Chile (1997, 2 vol. de compilación)
- E-Mar (2001)
- Bordemar. 1983-2003 (2003, 2 vol. de compilación)
- Monte Verde (2014, disco promocional)
- Guardianes del Mito (2017)

## Videoclips
- Colores de Chiloé
- Nostalgias por la Pincoya
- El Medán
- La Malaheña
- Mar Interior
- Vals Archipiélago
- Al Borde de la Conciencia
- El Mirmicoleón Bordemarino
- La Huillincana
- Canto del Angelito
- Elena
- Pasacalle de Huelmo
- La Puerta del Tiempo
- La Goleta Ancud
- Catay
- Domingo en la Tarde
- Rin de Navidad
- El Camahueto